# Borgo Podgora
Borgo Podgora is een plaats (frazione) in de Italiaanse gemeente Latina.